# HMNZS Leander (75)
O HMNZS Leander foi um cruzador rápido operado pela Marinha Real da Nova Zelândia e a primeira embarcação da Classe Leander. Sua construção começou em setembro de 1930 no Estaleiro Real de Devonport e foi lançado ao mar em setembro do ano seguinte, sendo originalmente comissionado na Marinha Real Britânica como HMS Leander em março de 1933. Era armado com uma bateria principal de oito canhões de 152 milímetros em quatro torres de artilharia duplas, tinha um deslocamento de mais de nove mil toneladas e alcançava uma velocidade máxima de 32 nós.
O Leander começou servindo com a Frota Doméstica, mas em abril de 1937 foi transferido para a Divisão da Nova Zelândia na Marinha Real Britânica. A Segunda Guerra Mundial começou em 1939 e o navio passou os primeiros anos em deveres de escolta de comboios entre a Austrália e Nova Zelândia pelo Oceano Índico até o Canal de Suez. Ele interceptou e ajudou a afundar o corsário italiano Ramb I em fevereiro de 1941, sendo transferido em junho do mesmo ano para o Mar Mediterrâneo. Passou para a recém-formada Marinha Real da Nova Zelândia em outubro.
O navio retornou para a Nova Zelândia e passou a atuar no Teatro do Pacífico a partir de dezembro, participando de operações ofensivas e de escolta de comboios durante as Campanhas da Nova Guiné, Guadalcanal, Ilhas Salomão e Nova Geórgia. O Leander foi torpedeado e seriamente danificado em julho de 1943 na Batalha de Kolombangara, com seus reparos ocorrendo nos Estados Unidos e sendo concluídos só em 1945, depois do fim da guerra. Foi devolvido ao Reino Unido e serviu por mais alguns anos até ser descomissionado. O navio foi desmontado em 1950.